# Żytomir
Żytomir – imię męskie pochodzenia słowiańskiego. Znaczenie imienia: „pragnący żyć w pokoju”
Żytomir imieniny obchodzi 7 listopada.
Imię nie jest potwierdzone w źródłach.